# Gorden Kaye
Gorden Kaye (rođen Gordon Kaye, Huddersfield, 7. travnja 1941. – 23. siječnja 2017.) bio je britanski glumac najpoznatiji po ulozi u seriji 'Allo 'Allo!, gdje je glumio Renéa Artoisa. Radio je na televiziji, radiju, filmu i kazalištu. Neuobičajeno pisanje imena Gorden je Equityjev zatipak. No, u svojoj autobiografiji Rene & Ja (Rene & Me) govori da je pogreška u pisanju imena greška bolnice u kojoj je bio zbog zdravstvenih problema.
Studirao je u Gramatičnoj školi Kralja Jamesa u Almondburyu. 
Kaye je autor biografije Rene & Ja: Neka vrsta autobiografije (Rene & Me: A Sort of Autobiography) u kojoj opisuje svoja iskustva kao sramežljivi, homoseksualni mladić pretjerane težine.
Kaye je 1990. doživio tešku prometnu nesreću u kojoj je zadobio snažne ozljede glave. Iako se ni danas ne sjeća detalja nesreće, još uvijek ima ožiljak od komadića drva koji mu se zabio u glavu.
Nedugo prije nesreće tabloidi su izdali priču u Kayeovoj navodnoj homoseksualnosti. Kaye je to veselo priznao zbog fotografija koje su služile kao dokaz "priči".
Preminuo je u jutro 23. siječnja 2017. u staračkom domu.

## Vanjske poveznice
- Gorden Kaye u internetskoj bazi filmova IMDb-u (engl.)